# Cột hiệu cắt tóc

Cột hiệu

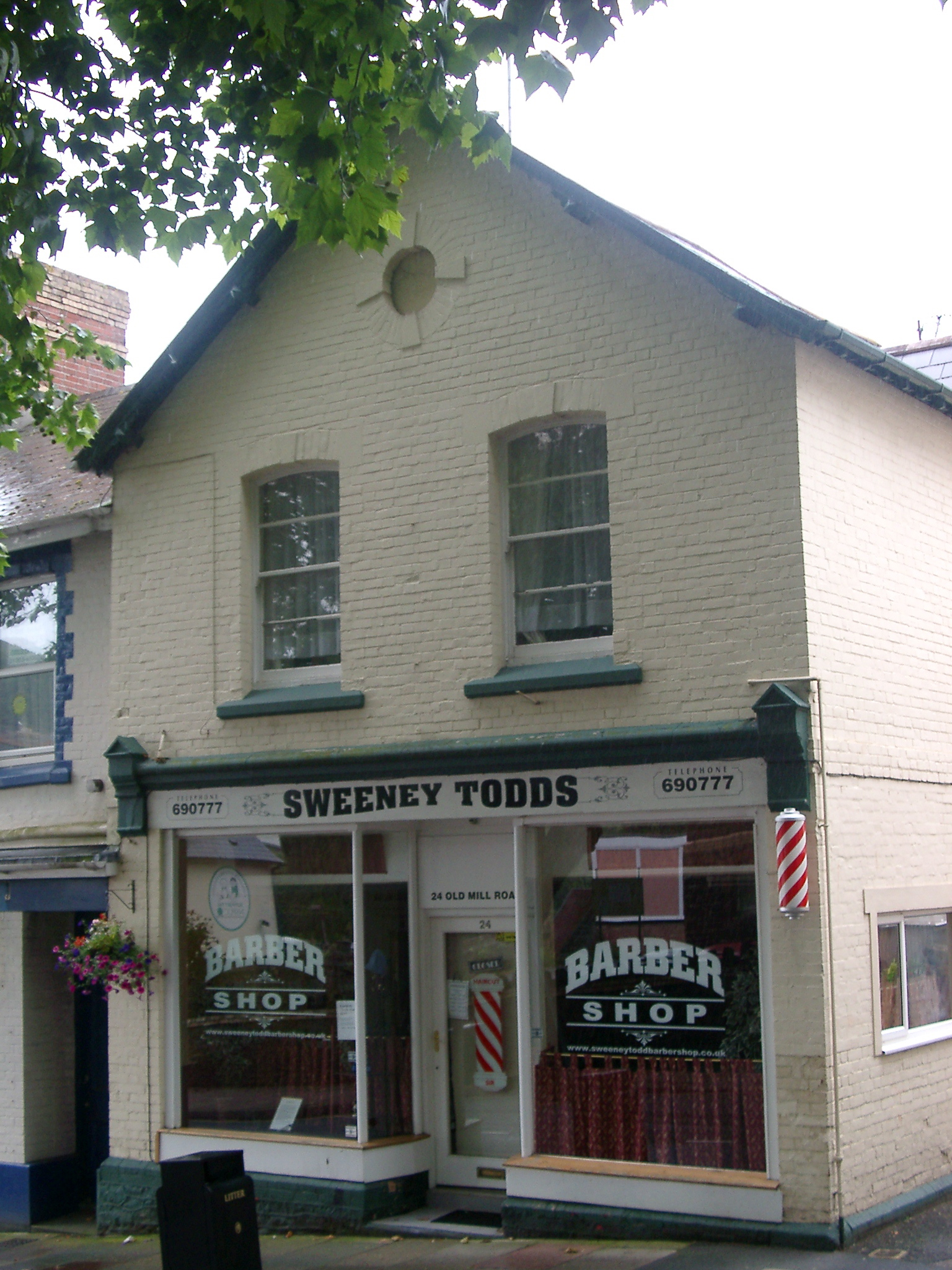
Cửa hàng cắt tóc ở Torquay, Devon, Anh, với cột hiệu màu đỏ - trắng

Cột hiệu cắt tóc là một biểu tượng gắn liền với các cửa hàng làm tóc, nó thường được gắn trên cao, ngay cạnh bảng tên để giúp khách hàng nhận biết. Cây cột này thường có các sọc màu (đỏ-trắng, có thể có thêm màu xanh dương), bên trong gắn động cơ để khi bật lên thì chúng xoay đều, trở thành một hình ảnh quen thuộc của các salon tóc.

## Nguồn gốc

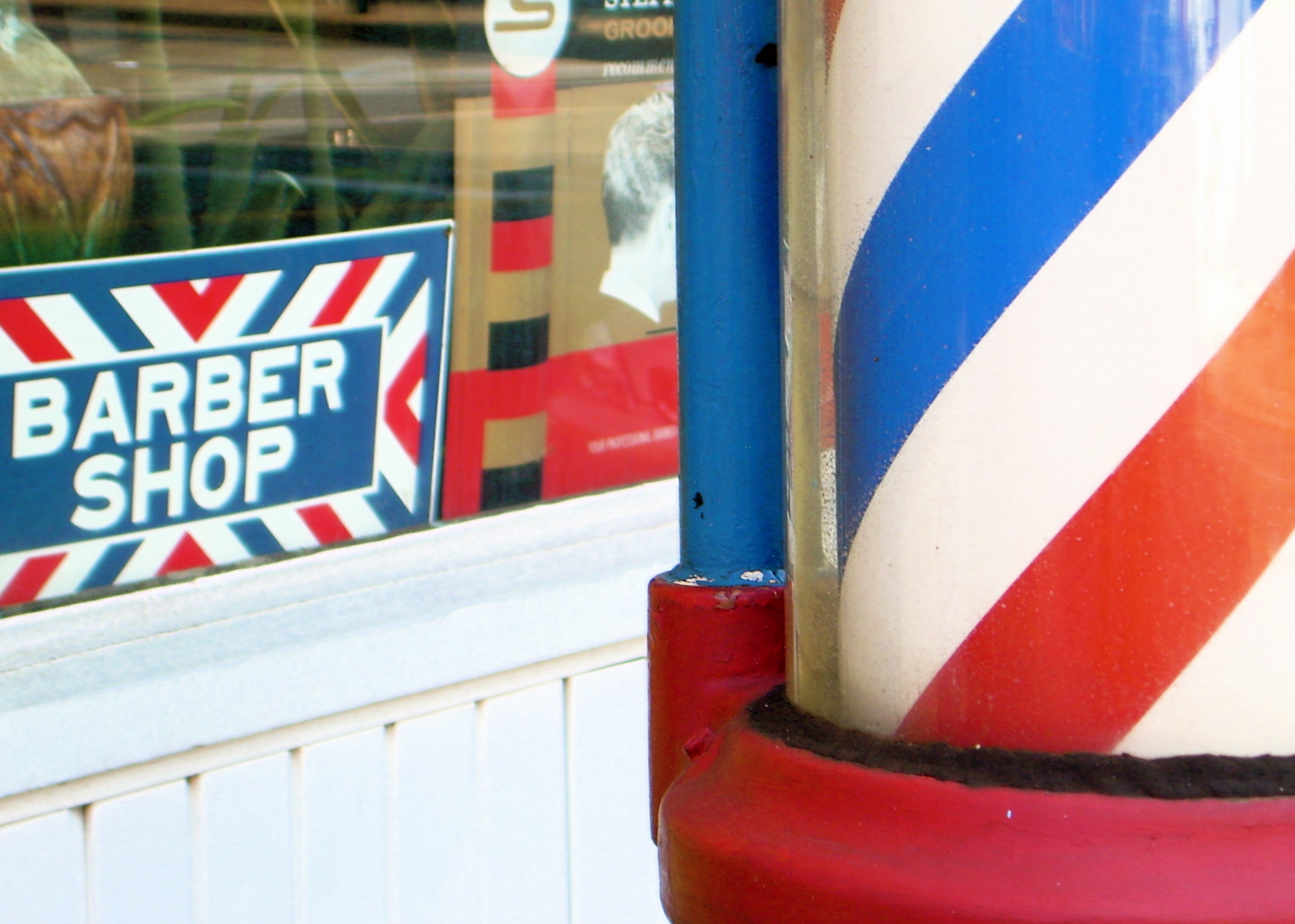
Cây cột sọc xanh đỏ ở Pottstown, Pennsylvania, Mỹ